# شعر افغانستان
شعر افغانستان ریشه کهن دارد، که بیشتر به زبان‌های دری و پشتو سروده می‌شود. شعر افغانستان با فرهنگ افغانستان ارتباط دارد و عنصری از ادبیات افغانستان است.
منطقه‌ای که امروزه افغانستان نامیده می‌شود حتی قبل از فتح افغانستان توسط اسلام در قرن هفتم تا یازدهم به‌دلیل زبان شعری خود مورد توجه بوده است. پته خزانه حاوی اشعار پشتو است که در قرن هشتم نوشته شده است. برخی از شاعران مشهوری که در نواحی افغانستان امروزی به‌دنیا آمده یا زندگی کرده‌اند عبارتند از مولوی، خوشحال‌خان ختک، رحمان بابا، احمدشاه درانی، تیمورشاه درانی، شجاع شاه درانی، غلام‌محمد طرزی، غلام‌حبیب نوابی، مسعود نوابی حمیرا نکهت دستگیرزاده و بسیاری دیگر.
این ملت همچنین تعدادی شاعر زن مانند رابعه بلخی، نازو توخی در قرن هفدهم دارد. به دلیل ناآرامی‌ها و جنگ‌های سیاسی در این کشور، بسیاری از زنان شاعر ناشناس مانده‌اند. امروزه، تعداد بسیار کمی از شاعران زن جوان افغان تثبیت شده‌اند. برای مثال ساجیه الهه احرار، دانشجوی دانشگاه مری واشینگتن در ایالات متحده، در سال ۲۰۱۰ شعری با عنوان «آرزوی صلح جهانی» سروده است.